# Edvard Habsburški
Eduard Habsburg-Lothringen (rojen kot Eduard Karl Joseph Michael Marcus Antonius Koloman Volkhold Maria Habsburg-Lothringen, madžarsko Habsburg-Lotharingiai Eduárd Károly József Mihály Márk Antal Kálmán Folkold Mária), v Sloveniji znan tudi kot Edvard Habsburški ali nadvojvoda Edvard Avstrijski, madžarski diplomat avstrijsko-nemškega porekla, * 12 januar 1967, München, Bavarska, Nemčija.
Trenutno zaseda položaj madžarskega veleposlanika pri Svetem sedežu. Je član Habsburško-Lotarinške rodbine, nekdanje vladajoče dinastije Avstro-Ogrske.

## Zgodnje življenje
Edvard Habsburški je sin nadvojvode Michaela avstrijskega (* 1942), sina nadvojvode Jožefa Franca in princese Ane Saške, ter princese Christiane Löwenstein-Wertheim-Rosenberg (*1940), hčere Karla Löwenstein-Wertheim-Rosenberga. V Avstriji je njegovo legalno ime Eduard Habsburg-Lothringen, v Gothskem almanahu pa je omenjen s tradicionalnim nazivom Nadvojvoda Eduard Avstrijski. Pridobil si je madžarsko državljanstvo, poleg tega pa je bil na Madžarskem rojen njegov oče. Cesar Franc Jožef je Eduardov praprapraded.

## Diplomacija
Od leta 2015 zaseda položaj madžarskega veleposlanika pri Svetem sedežu in suverenem malteškem viteškem redu.

## Osebno življenje
1. julija 1995 je sklenil zakon z Mario Theresio von Gudenus (* 1967), potomko nadvojvode Janeza Avstrijskega. Par ima šest otrok, enega sina ter pet hčera.
Habsburg je aktiven rimokatoličan in je izrazil občudovanje pri Thomasu Moru, papežu Gregorju I., Józsefu Mindszentyju, Tereziji iz Lisieuxa, Karlu I. Avstrijskemu ter Edvardu Spoznavalcu.

## Dela

### Članki
- »The 21st-century Habsburg mission«. Catholic Herald. 17. november 2016.
- »They Did Nothing But Pray«. First Things. 27. junij 2019.
- »My family history in full – well, almost«. Catholic Herald. 6. avgust 2020.

### Knjige
- James Bond in 60 Minuten: Staunen im Stundentakt – Die Welt in 60 Minuten. 2008.
- Die Reise mit Nella. 2008.
- Wo Grafen schlafen: Was ist wo im Schloss und warum?. 2011.
- Marcus Schwier: Intérieurs. 2012.
- Lena in Waldersbach. 2013.
- Dubbie: The Double-Headed Eagle. Full Quiver Publishing, 2020.
- Po Habsburško. Sedem pravil za viharne čase. Družina, 2024